# AKR7A3
AKR7A3‏ (Aldo-keto reductase family 7 member A3) هوَ بروتين يُشَفر بواسطة جين AKR7A3 في الإنسان.